# Campionato asiatico per club 2009 (maschile)
Il campionato asiatico per club 2009 si è svolto dal 17 al 24 giugno 2009 a Dubai, negli Emirati Arabi Uniti. Al torneo hanno partecipato 13 squadre di club asiatiche ed oceaniane e la vittoria finale è andata per la quinta volta, la quarta consecutiva, al Payakan Teheran VC.

## Squadre partecipanti
| - Al-Arabi - Bouchrieh - Al-Hilal - Al-Nasr - Al-Qadisiya - Volejbol AGMK - Almatı | - Dhivehi Sifainge - Dar Kulaib - Royal Thai - Suntory Sunbirds - Surabaya Samator - Paykan |

## Fase a gironi

### Gironi
| Girone A            | Girone B                    | Girone C                                 | Girone D                                                    |
| ------------------- | --------------------------- | ---------------------------------------- | ----------------------------------------------------------- |
| Al-Nasr Al-Qadisiya | Bouchrieh Dar Kulaib Paykan | Al-Arabi Volejbol AGMK Almatı Royal Thai | Al-Hilal Dhivehi Sifainge Suntory Sunbirds Surabaya Samator |

## Fase finale

### Finali 1º e 3º posto
|  | Semifinali | Semifinali | Semifinali |        |          | Finale 1º/2º posto | Finale 1º/2º posto | Finale 1º/2º posto |  |
|  |            |            |            |        |          |                    |                    |                    |  |
|  | Al-Nasr    | Al-Nasr    | 2          |        |          |                    |                    |                    |  |
|  | Al-Nasr    | Al-Nasr    | 2          |        |          |                    |                    |                    |  |
|  | Al-Hilal   | Al-Hilal   | 3          |        |          |                    |                    |                    |  |
|  | Al-Hilal   | Al-Hilal   | 3          |        | Al-Hilal | Al-Hilal           | 0                  |                    |  |
|  |            |            |            |        | Al-Hilal | Al-Hilal           | 0                  |                    |  |
|  |            |            | Paykan     | Paykan | 3        |                    |                    |                    |  |
|  | Paykan     | Paykan     | Paykan     | Paykan | 3        | 3                  |                    |                    |  |
|  | Paykan     | Paykan     |            |        |          | 3                  |                    |                    |  |
|  | Al-Arabi   | Al-Arabi   | 0          |        |          | Finale 3º/4º posto | Finale 3º/4º posto | Finale 3º/4º posto |  |
|  | Al-Arabi   | Al-Arabi   | 0          |        |          |                    |                    |                    |  |
|  |            |            |            |        |          |                    |                    |                    |  |
|  |            |            |            |        |          | Al-Nasr            | Al-Nasr            | 0                  |  |
|  |            |            |            |        |          | Al-Nasr            | Al-Nasr            | 0                  |  |
|  |            |            |            |        |          | Al-Arabi           | Al-Arabi           | 3                  |  |

### Finali 5º e 7º posto
|  | Semifinali       | Semifinali       | Semifinali       |                  |            | Finale 5°/6 posto  | Finale 5°/6 posto  | Finale 5°/6 posto  |  |
|  |                  |                  |                  |                  |            |                    |                    |                    |  |
|  | Royal Thai       | Royal Thai       | 3                |                  |            |                    |                    |                    |  |
|  | Royal Thai       | Royal Thai       | 3                |                  |            |                    |                    |                    |  |
|  | Dar Kulaib       | Dar Kulaib       | 2                |                  |            |                    |                    |                    |  |
|  | Dar Kulaib       | Dar Kulaib       | 2                |                  | Royal Thai | Royal Thai         | 0                  |                    |  |
|  |                  |                  |                  |                  | Royal Thai | Royal Thai         | 0                  |                    |  |
|  |                  |                  | Suntory Sunbirds | Suntory Sunbirds | 3          |                    |                    |                    |  |
|  | Suntory Sunbirds | Suntory Sunbirds | Suntory Sunbirds | Suntory Sunbirds | 3          | 3                  |                    |                    |  |
|  | Suntory Sunbirds | Suntory Sunbirds |                  |                  |            | 3                  |                    |                    |  |
|  | Al-Qadisiya      | Al-Qadisiya      | 0                |                  |            | Finale 7º/8º posto | Finale 7º/8º posto | Finale 7º/8º posto |  |
|  | Al-Qadisiya      | Al-Qadisiya      | 0                |                  |            |                    |                    |                    |  |
|  |                  |                  |                  |                  |            |                    |                    |                    |  |
|  |                  |                  |                  |                  |            | Dar Kulaib         | Dar Kulaib         | 0                  |  |
|  |                  |                  |                  |                  |            | Dar Kulaib         | Dar Kulaib         | 0                  |  |
|  |                  |                  |                  |                  |            | Al-Qadisiya        | Al-Qadisiya        | 3                  |  |

### Finali 9º e 11º posto
|  | Semifinali       | Semifinali       | Semifinali       |                  |        | Finale 9º/10º posto  | Finale 9º/10º posto  | Finale 9º/10º posto  |  |
|  |                  |                  |                  |                  |        |                      |                      |                      |  |
|  | Almatı           | Almatı           | 3                |                  |        |                      |                      |                      |  |
|  | Almatı           | Almatı           | 3                |                  |        |                      |                      |                      |  |
|  | Bouchrieh        | Bouchrieh        | 1                |                  |        |                      |                      |                      |  |
|  | Bouchrieh        | Bouchrieh        | 1                |                  | Almatı | Almatı               | 3                    |                      |  |
|  |                  |                  |                  |                  | Almatı | Almatı               | 3                    |                      |  |
|  |                  |                  | Surabaya Samator | Surabaya Samator | 0      |                      |                      |                      |  |
|  | Surabaya Samator | Surabaya Samator | Surabaya Samator | Surabaya Samator | 0      | 3                    |                      |                      |  |
|  | Surabaya Samator | Surabaya Samator |                  |                  |        | 3                    |                      |                      |  |
|  | Volejbol AGMK    | Volejbol AGMK    | 0                |                  |        | Finale 11º/12º posto | Finale 11º/12º posto | Finale 11º/12º posto |  |
|  | Volejbol AGMK    | Volejbol AGMK    | 0                |                  |        |                      |                      |                      |  |
|  |                  |                  |                  |                  |        |                      |                      |                      |  |
|  |                  |                  |                  |                  |        | Bouchrieh            | Bouchrieh            | 1                    |  |
|  |                  |                  |                  |                  |        | Bouchrieh            | Bouchrieh            | 1                    |  |
|  |                  |                  |                  |                  |        | Volejbol AGMK        | Volejbol AGMK        | 3                    |  |

## Classifica finale
| Classifica | Squadre          | Qualificazione                |
| ---------- | ---------------- | ----------------------------- |
|            | Paykan           | Coppa del Mondo per club 2009 |
|            | Al-Hilal         |                               |
|            | Al-Arabi         |                               |
| 4          | Al-Nasr          |                               |
| 5          | Suntory Sunbirds |                               |
| 6          | Royal Thai       |                               |
| 7          | Al-Qadisiya      |                               |
| 8          | Dar Kulaib       |                               |
| 9          | Almatı           |                               |
| 10         | Surabaya Samator |                               |
| 11         | Volejbol AGMK    |                               |
| 12         | Bouchrieh        |                               |
| 13         | Dhivehi Sifainge |                               |